# Drive (roman, 2005)
Pour les articles homonymes, voir Drive.
Drive (titre original : Drive) est un roman noir de l'écrivain américain James Sallis, publié en 2005. Traduit en français par Isabelle Maillet, il a été publié par la maison d'édition Payot et Rivages dans la collection Rivages/Noir en 2006. 
La suite, Driven, est parue en 2012.

## Synopsis
Dans un motel de Phoenix en Arizona, un homme est assis, le dos au mur d'une chambre, et il regarde une mare de sang qui grandit à ses pieds. Ainsi commence Drive, l'histoire, selon James Sallis, d'un homme « qui conduit le jour en tant que cascadeur pour le cinéma, et la nuit pour des truands ». Dans la grande tradition du roman noir, il est « doublé » lors d'un hold-up sanglant, et bien qu'il n'ait jamais auparavant participé aux actions violentes de ses partenaires occasionnels, il se met à traquer ceux qui l'ont trahi et ont voulu le tuer.

## Adaptation  cinématographique
Le roman a été adapté au cinéma par Nicolas Winding Refn. Écrit par Hossein Amini, le film est sorti en 2011 et met en scène : Ryan Gosling, Carey Mulligan, Oscar Isaac, Albert Brooks, Bryan Cranston et Ron Perlman. Il a remporté le prix de la mise en scène lors de la soixante-quatrième édition du Festival de Cannes.

## Accueil
« L'univers de Sallis, fait de poésie et d'empathie, reste atypique et toujours fascinant. » (Paris Match)